# William Forsythe (acteur)
William Forsythe (New York, 7 juni 1955) is een Amerikaans acteur. Hij maakte in 1978 zijn acteerdebuut als Bille in de dramafilm Long Shot. Sindsdien was hij in meer dan honderd verschillende filmrollen te zien.
De meeste titels waarin Forsythe te zien is, vielen de officiële critici niet in positieve zin op. Uitzonderingen hierop vormen onder meer tweevoudig BAFTA Award-winnaar Once Upon a Time in America, drievoudig Oscar-winnaar Dick Tracy en de voor zeven Emmy Awards genomineerd televisiefilm Gotti, over voormalig maffiabaas John Gotti. Forsythe werd voor het spelen van Blos in The Waterdance (1992) zelf beloond met de juryprijs op het WorldFest Houston. Voor diezelfde rol werd hij genomineerd voor een Independent Spirit Awards.
Hoewel Forsythes cv hoofdzakelijk bestaat uit filmrollen, speelde hij verschillende keren een wederkerend personage in een televisieserie. De meest omvangrijke daarvan waren die in The Untouchables als Al Capone en die in John Doe als Digger.
Forsythe is vader van dochters Rebecca (1990), Angelica (1992) en Chloe (1993).

## Filmografie
*Exclusief 15+ televisiefilms
| - I Am Fear (2020) - Run with the Hunted (2019) - Wake Up (2019) - Vault (2019) - Cold Pursuit (2019) - Check Point (2017) - The Unlikely's (2016) - The Witching Hour (2016) - The Hollow (2016) - The Bronx Bull (2016) - The Midnight Man (2016) - The Networker (2015) - Laugh Killer Laugh (2015) - Echoes of War (2015) - Hidden in the Woods (2014) - Tom Holland's Twisted Tales (2014) - The Ghost Club: Spirits Never Die (2013) - Road to Juarez (2013) - Infected (2013) - Jesse (2011) - Loosies (2011) - Inkubus (2011) - Slip & Fall (2011) - Born to Ride (2011) - L.A., I Hate You (2011) - The Rig (2010) - Dear Mr. Gacy (2010) - Happy in the Valley (2009) - The Nail: The Story of Joey Nardone (2009) - iMurders (2008) - Stiletto (2008) - Halloween (2007) - Hack! (2007) - Southern Gothic (2007) - The Unlikely's (2007) - 88 Minutes (2007) - Masters of Horror: We All Scream for Ice Cream (2007) - Jam (2006) - Freedomland (2006) - The Devil's Rejects (2005) - The L.A. Riot Spectacular (2005) - The Last Letter (2004) - The Librarians (2003) - The Technical Writer (2003) - City by the Sea (2002) - Run for the Money (2002) - Coastlines (2002) - Blue Hill Avenue (2001) - Camouflage (2001) - Outlaw (2001) | - G-Men from Hell (2000) - Luck of the Draw (2000) - Row Your Boat (2000) - Civility (2000) - Deuce Bigalow: Male Gigolo (1999) - The Last Marshal (1999) - Blue Streak (1999) - Four Days (1999) - Paradise Lost (1999) - 18 Shades of Dust (1999) - Hell's Kitchen (1998) - Soundman (1998) - Ambushed (1998) - The Pass (1998) - Firestorm (1998) - Big City Blues (1997) - The Rock (1996) - For Which He Stands (1996) - The Substitute (1996) - Rule of Three (1996) - Thriller Zone (1995) - The Immortals (1995) - Palookaville (1995) - Virtuosity (1995) - Beyond Desire (1995) - Things to Do in Denver When You're Dead (1995) - Direct Hit (1994) - Relentless 3 (1993) - The Gun in Betty Lou's Handbag (1992) - American Me (1992) - The Waterdance (1992) - Stone Cold (1991) - Out for Justice (1991) - Career Opportunities (1991) - Dick Tracy (1990) - Torrents of Spring (1989) - Dead Bang (1989) - Sons (1989) - Patty Hearst (1988) - Weeds (1987) - Extreme Prejudice (1987) - Raising Arizona (1987) - The Lightship (1986) - Savage Dawn (1985) - Cloak & Dagger (1984) - Once Upon a Time in America (1984) - The Man Who Wasn't There (1983) - Smokey Bites the Dust (1981) - King of the Mountain (1981) - Long Shot (1978) |

## Televisieseries
*Exclusief eenmalige gastrollen
- Magnum P.I. - Harry Brown (2019, twee afleveringen)
- The Man in the High Castle - J. Edgar Hoover (2018-2019, zeven afleveringen)
- Hawaii Five-0 - Harry Brown (2015-2017, twee afleveringen)
- The Mob Doctor  - Constantine Alexander (2012-2013, dertien afleveringen)
- The Mentalist - Steve Rigsby (2011-2012, twee afleveringen)
- Boardwalk Empire - Manny Horvitz (2011-2012, zeven afleveringen)
- Entourage (2007-2009, twee afleveringen)
- Las Vegas - Uncle Luke (2007, twee afleveringen)
- John Doe - Digger (2002–2003, twintig afleveringen)
- UC: Undercover - Sonny Walker (2001–2002, vijf afleveringen)
- The Untouchables - Al Capone (1993–1994, vijftien afleveringen)
- Hill Street Blues - Richard Brady (1983, twee afleveringen)
- Tales of the Gold Monkey - Kurt (1982, twee afleveringen)